# Zürcher Weinland
Das Zürcher Weinland (im einheimischen Dialekt Wyland) ist eine Region im Norden des Schweizer Kantons Zürich. Die Region ist mit rund 220 ha das grösste zusammenhängende Weinbaugebiet des Kantons Zürich, der zusammen mit seinen übrigen Weinbauregionen der bedeutendste Weinbaukanton der Deutschschweiz ist.
Der Bezirk Andelfingen wird allgemein mit dem «Zürcher Weinland» gleichgesetzt, es gibt aber keine klare geographische oder politische Definition dieser Region. Das Zürcher Weinland wird im Westen und Norden durch den Rhein, im Osten gegen den Kanton Thurgau hin durch den Höhenzug Cholfirst und im Süden durch den Irchel begrenzt. Es ist ein noch vorwiegend ländlich geprägter Raum. Das Klima ist vergleichsweise mild und sonnenreich. Neben den namengebenden Trauben werden hier auch Spargeln, Melonen, Tabak und Hopfen angepflanzt.

## Gemeinden
Zum Zürcher Weinland werden folgende Gemeinden gerechnet:
| Gemeinde             | Region           | Einwohner (31. Dez. 2022) |
| -------------------- | ---------------- | ------------------------- |
| Feuerthalen          | Kohlfirst/Rhein  | 3766                      |
| Flurlingen           | Kohlfirst/Rhein  | 1514                      |
| Laufen-Uhwiesen      | Kohlfirst/Rhein  | 1780                      |
| Dachsen              | Kohlfirst/Rhein  | 1951                      |
| Benken ZH            | Kohlfirst/Rhein  | 847                       |
| Rheinau ZH           | Kohlfirst/Rhein  | 1285                      |
| Marthalen            | Kohlfirst/Rhein  | 1948                      |
| Trüllikon            | Kohlfirst/Rhein  | 1065                      |
| Truttikon            | Kohlfirst/Rhein  | 464                       |
| Stammheim ZH         | Stammertal       | 2873                      |
| Kleinandelfingen     | Thurtal          | 2131                      |
| Andelfingen          | Thurtal          | 3428                      |
| Ossingen             | Thurtal          | 1710                      |
| Thalheim an der Thur | Thurtal          | 979                       |
| Flaach               | Flaachtal/Irchel | 1474                      |
| Henggart             | Flaachtal/Irchel | 2257                      |
| Dorf ZH              | Flaachtal/Irchel | 712                       |
| Volken               | Flaachtal/Irchel | 381                       |
| Buch am Irchel       | Flaachtal/Irchel | 1038                      |
| Berg am Irchel       | Flaachtal/Irchel | 592                       |
| Gesamt               | Gesamt           | 32'195                    |

## Möglicher Endlagerstandort
Seit den 1990er-Jahren gilt das Zürcher Weinland aufgrund seiner Opalinuston-Gesteinsschichten im geologischen Untergrund als möglicher Standort für ein Endlager von radioaktiven Abfällen. Im Januar 2015 hat die Nationale Genossenschaft für die Lagerung radioaktiver Abfälle (Nagra) ihre ergebnisoffene Suche mit drei Standorten für hochradioaktive Abfälle (HAA) und sechs Standorten für schwach- und mittelradioaktive Abfälle (SMA) eingeschränkt: Zürich Nordost (ZH, TG), Nördlich Lägern (ZH, AG) und Jura-Ost (AG) für hochradioaktive Abfälle. Diese Standorte kommen (Stand: Juli 2019) als Lagerort für HAA- und SMA-Abfälle in Frage. Entscheiden wird im weiteren Verlauf des Verfahrens Nagra und ENSI sowie auf politischer Ebene die Bundesversammlung und allenfalls eine Volksabstimmung.
Die Oberflächenanlagen für das Lager wären auf dem Gebiet der Gemeinden Rheinau ZH, Benken und Marthalen.

## Galerie

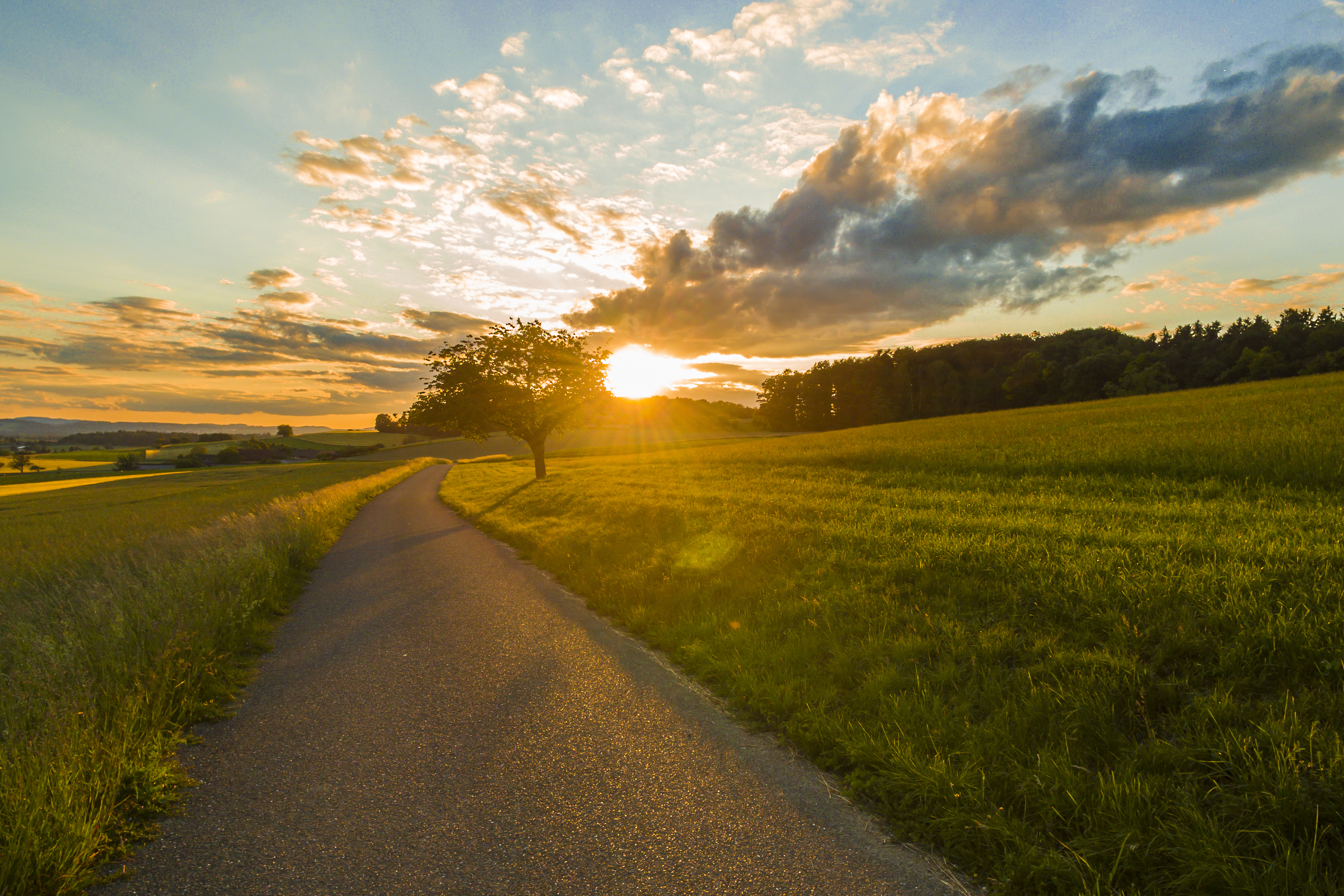
Trüllikon
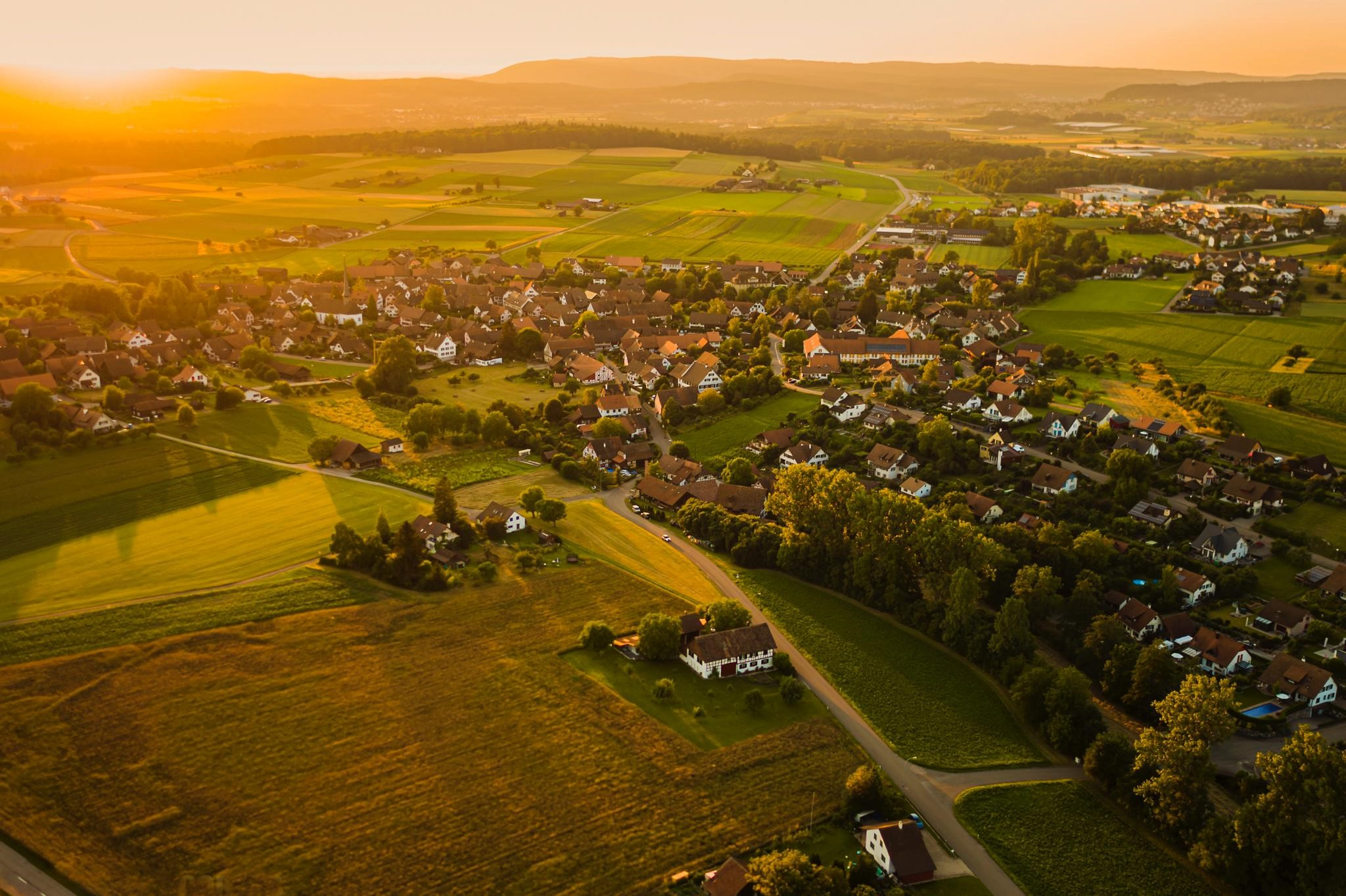
Marthalen
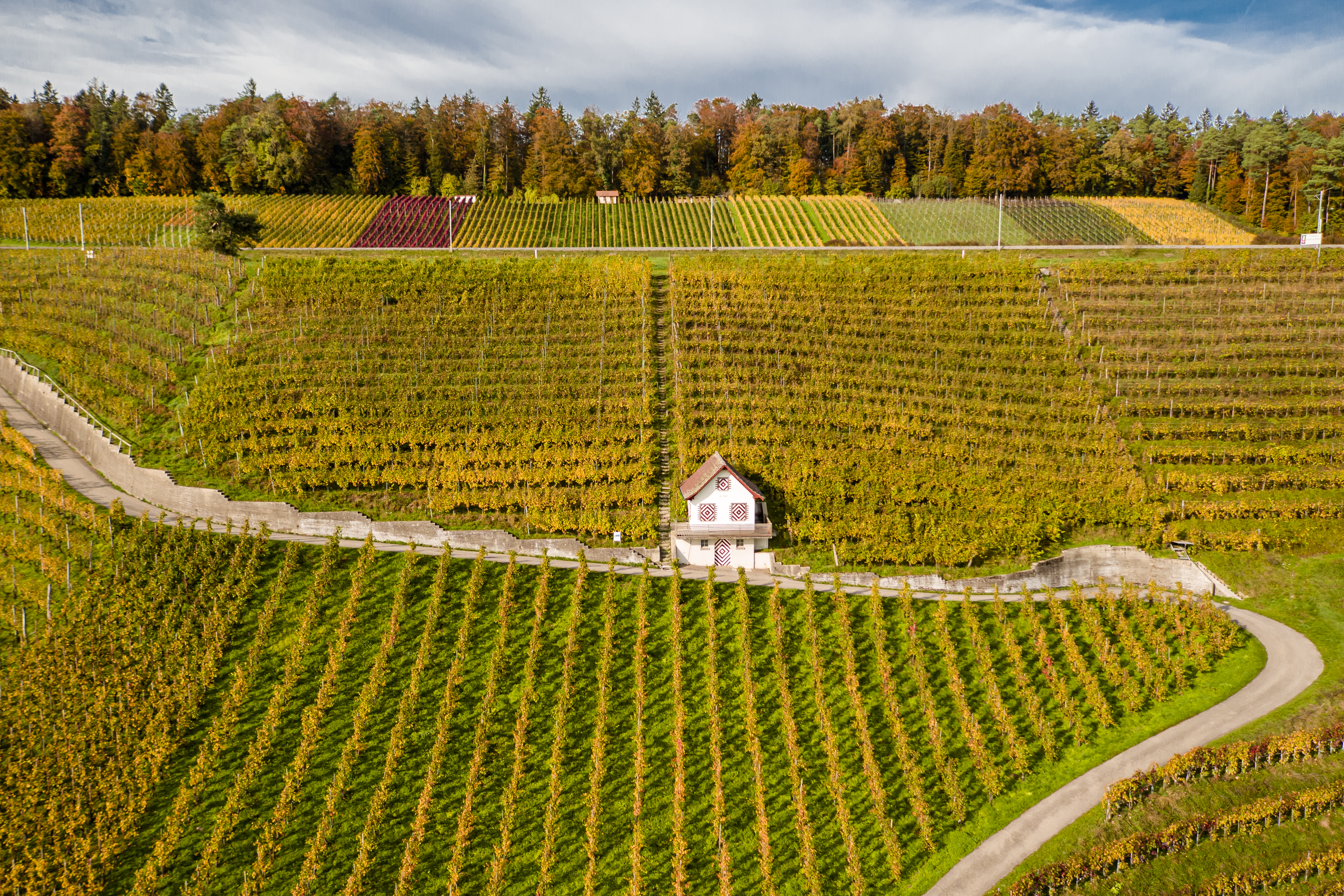
Räbhüsli Schiterberg
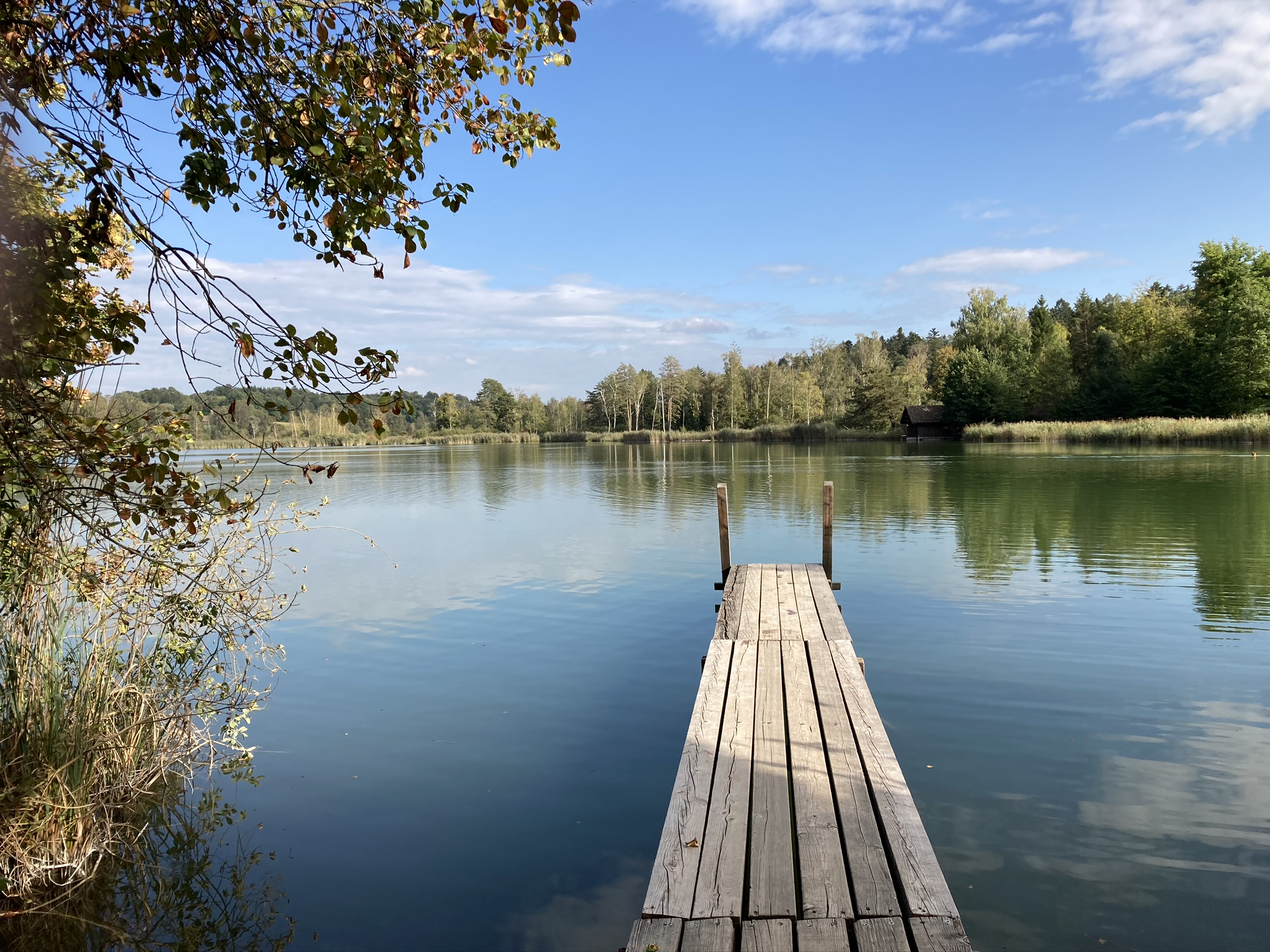
Husemersee
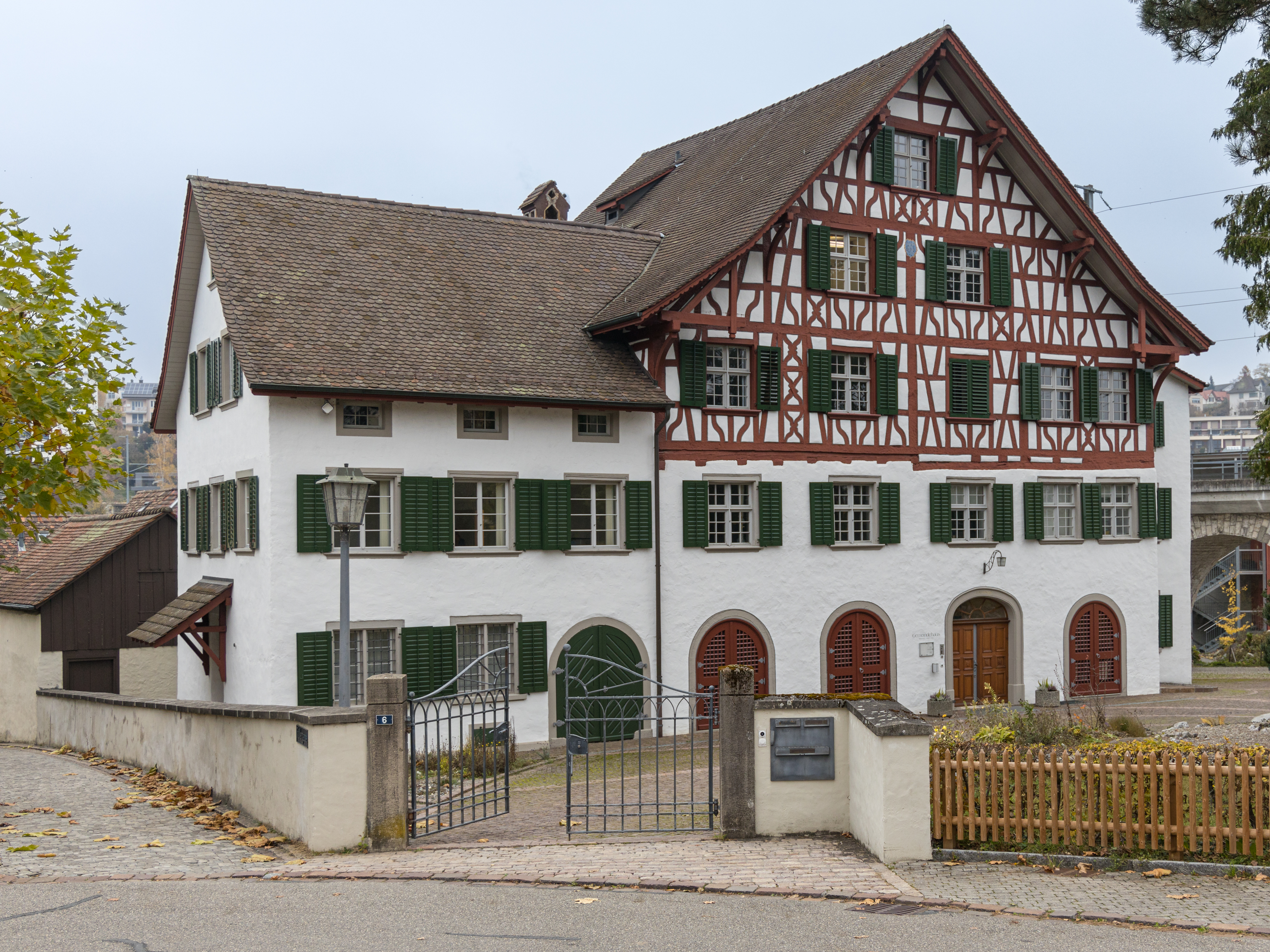
Feuerthalen
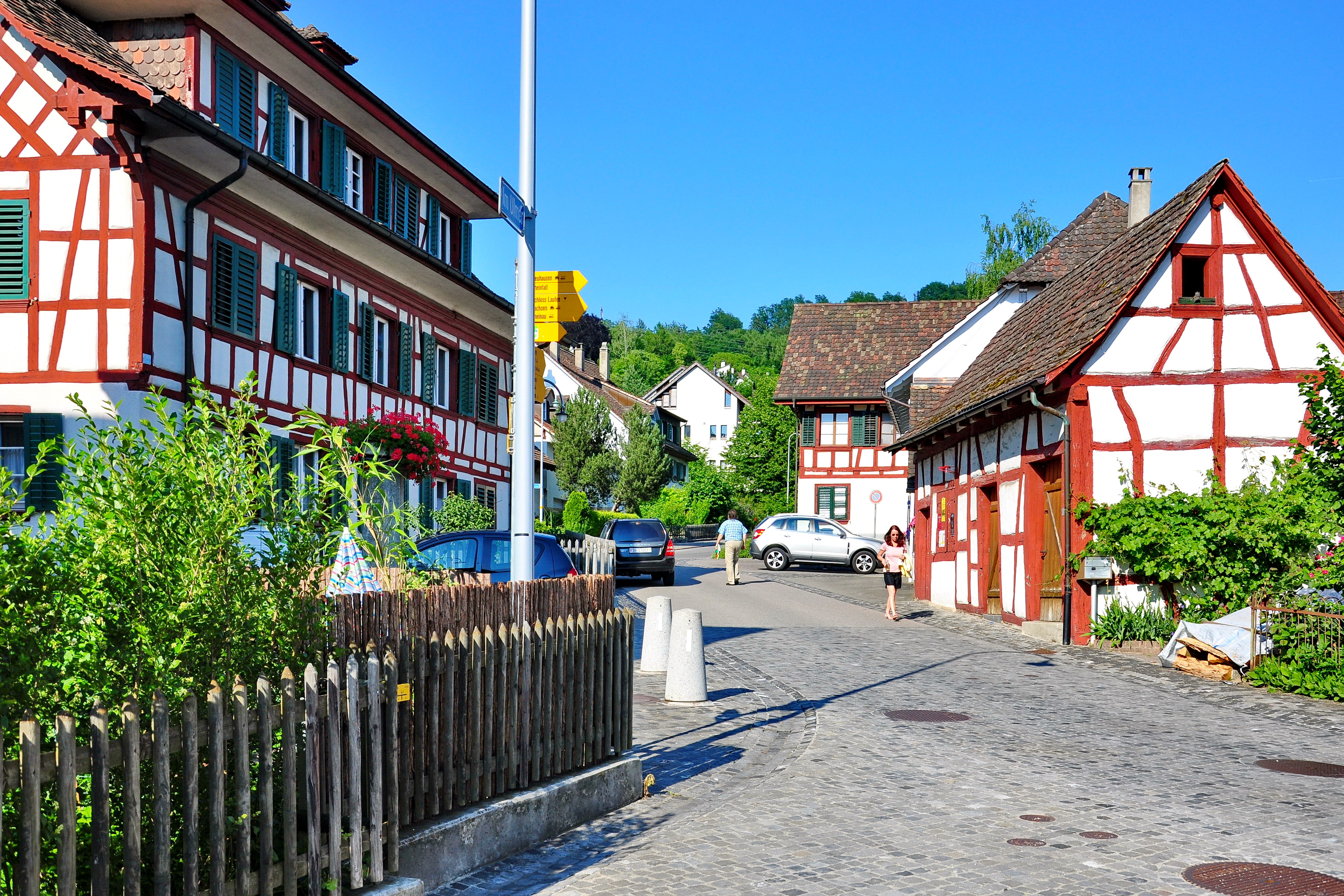
Flurlingen
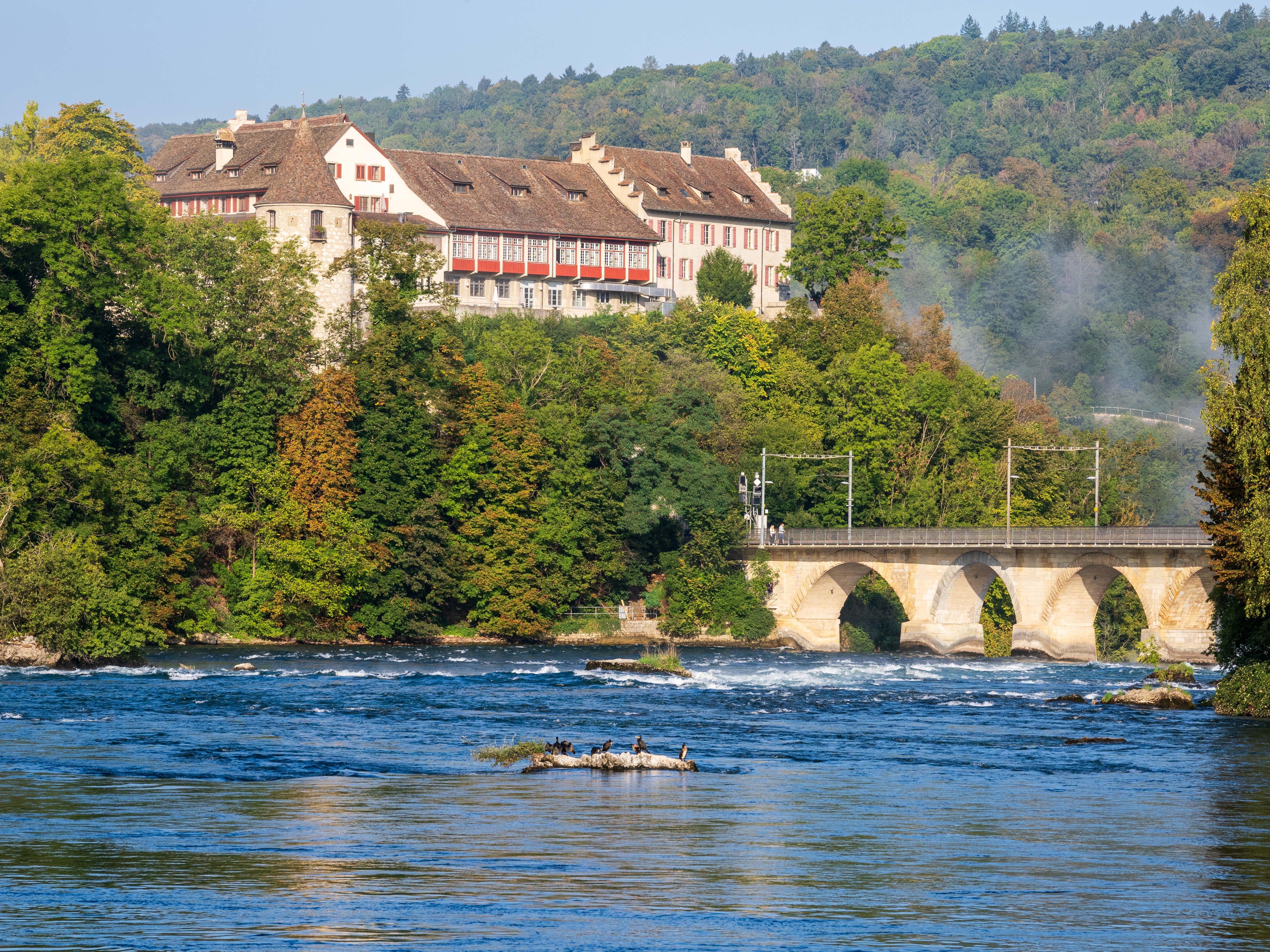
Schloss Laufen
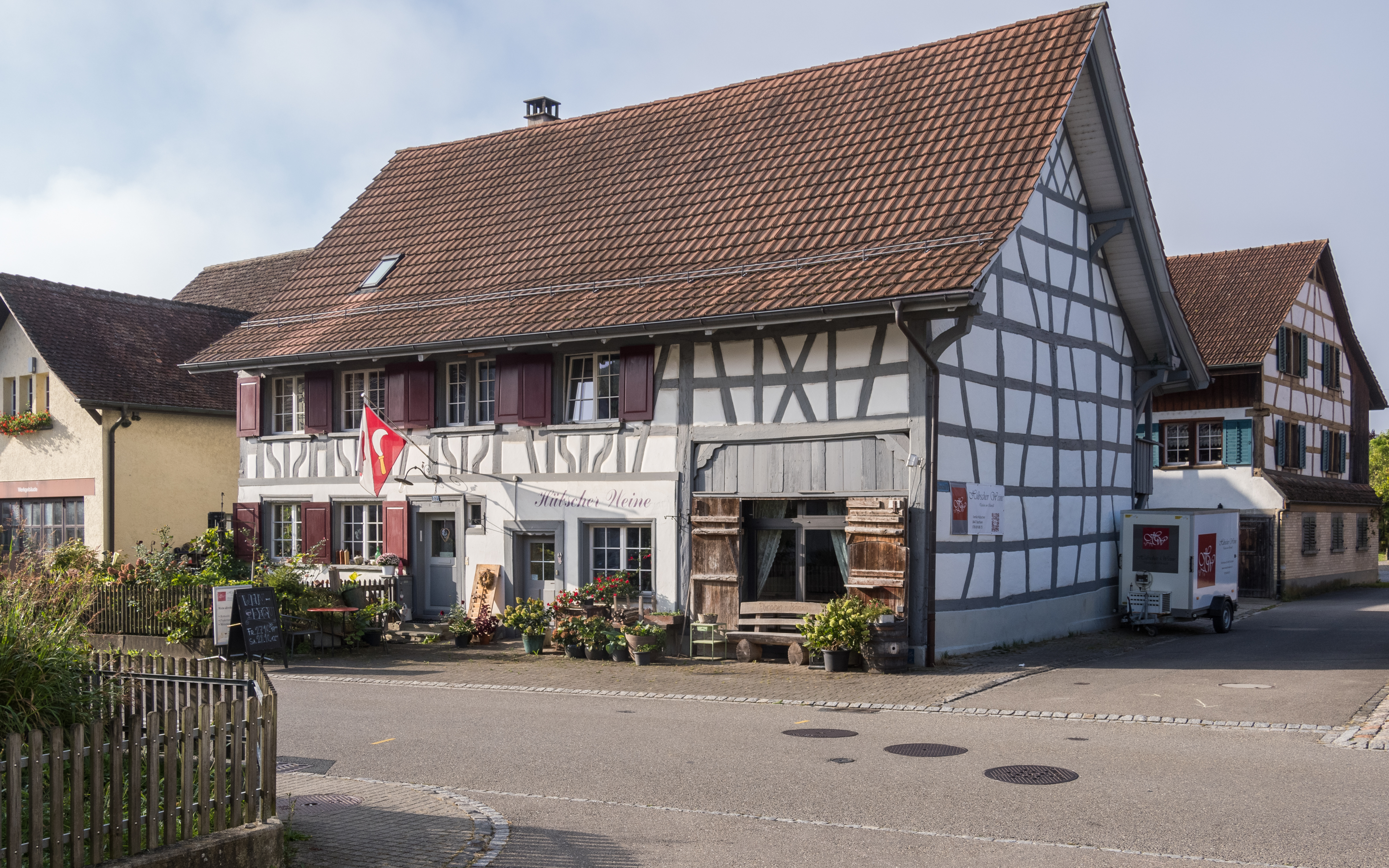
Dachsen
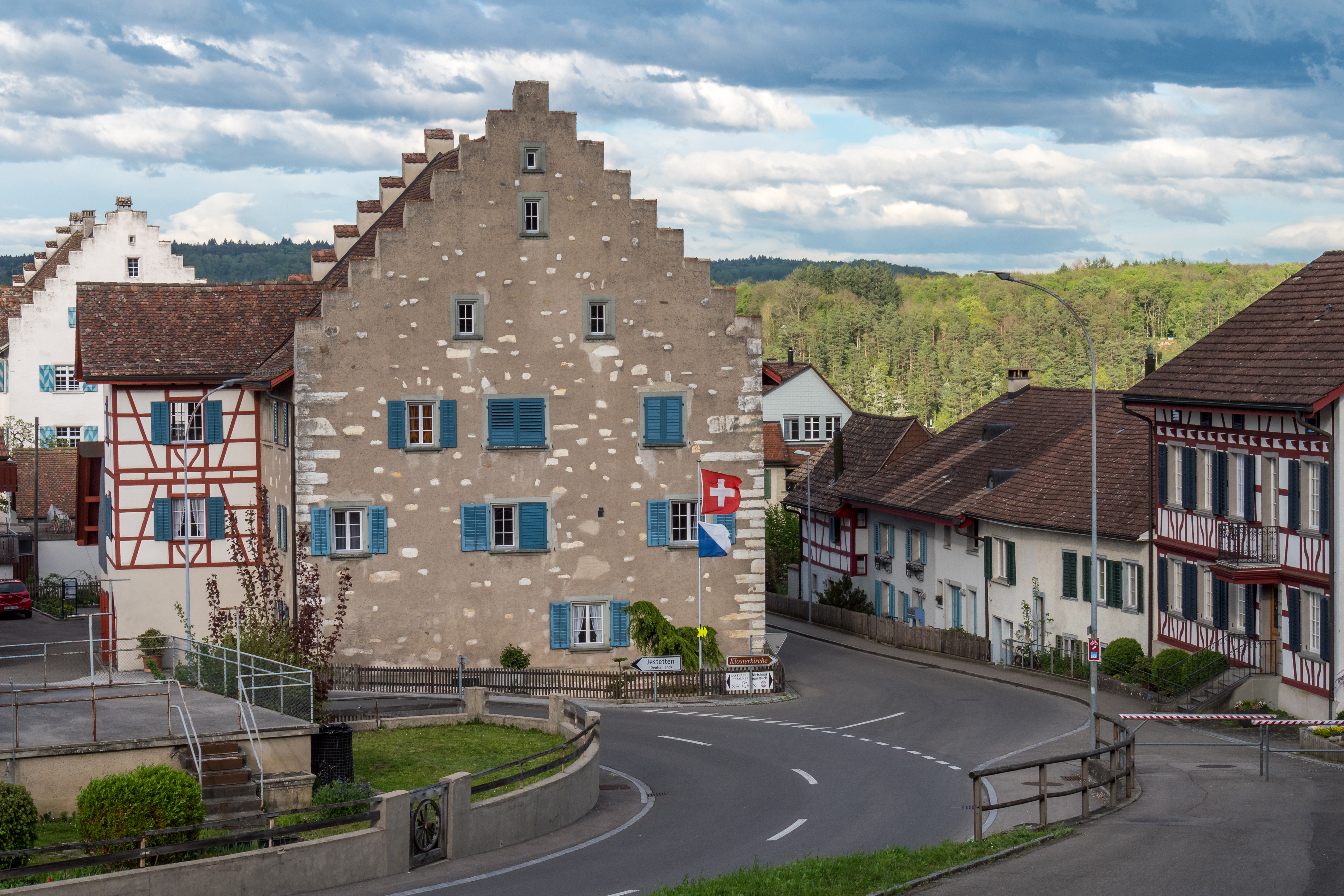
Rheinau ZH
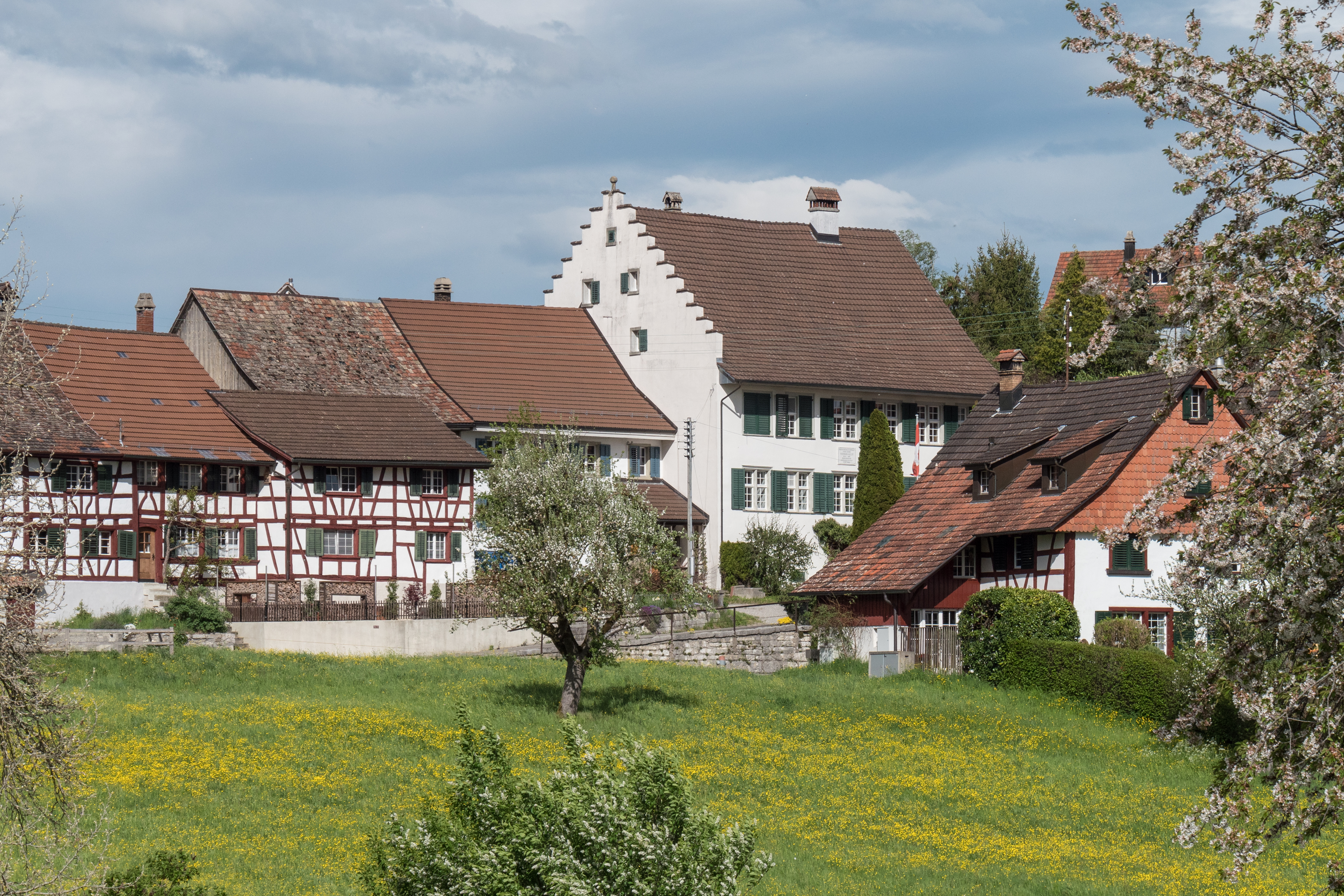
Marthalen
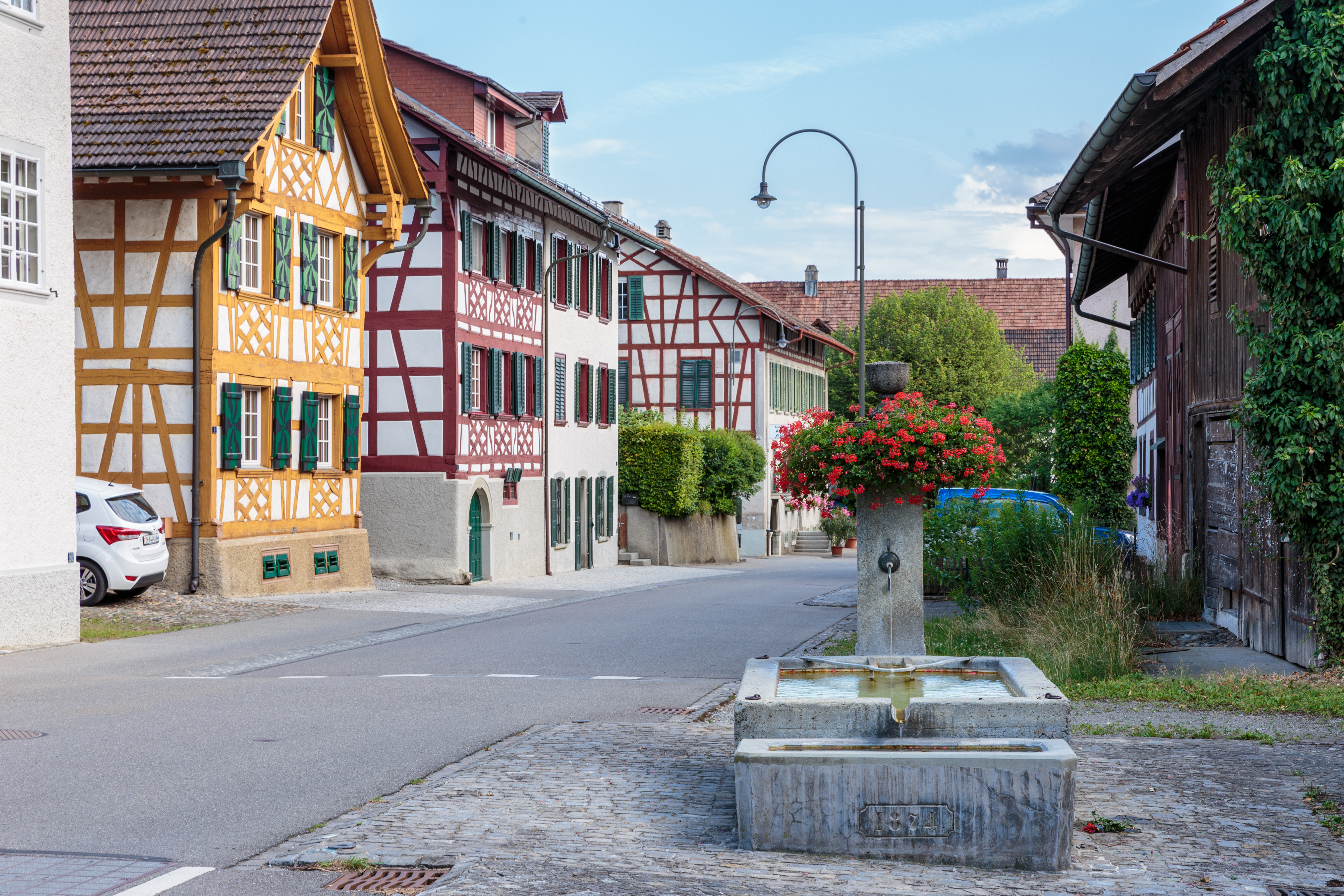
Unterstammheim
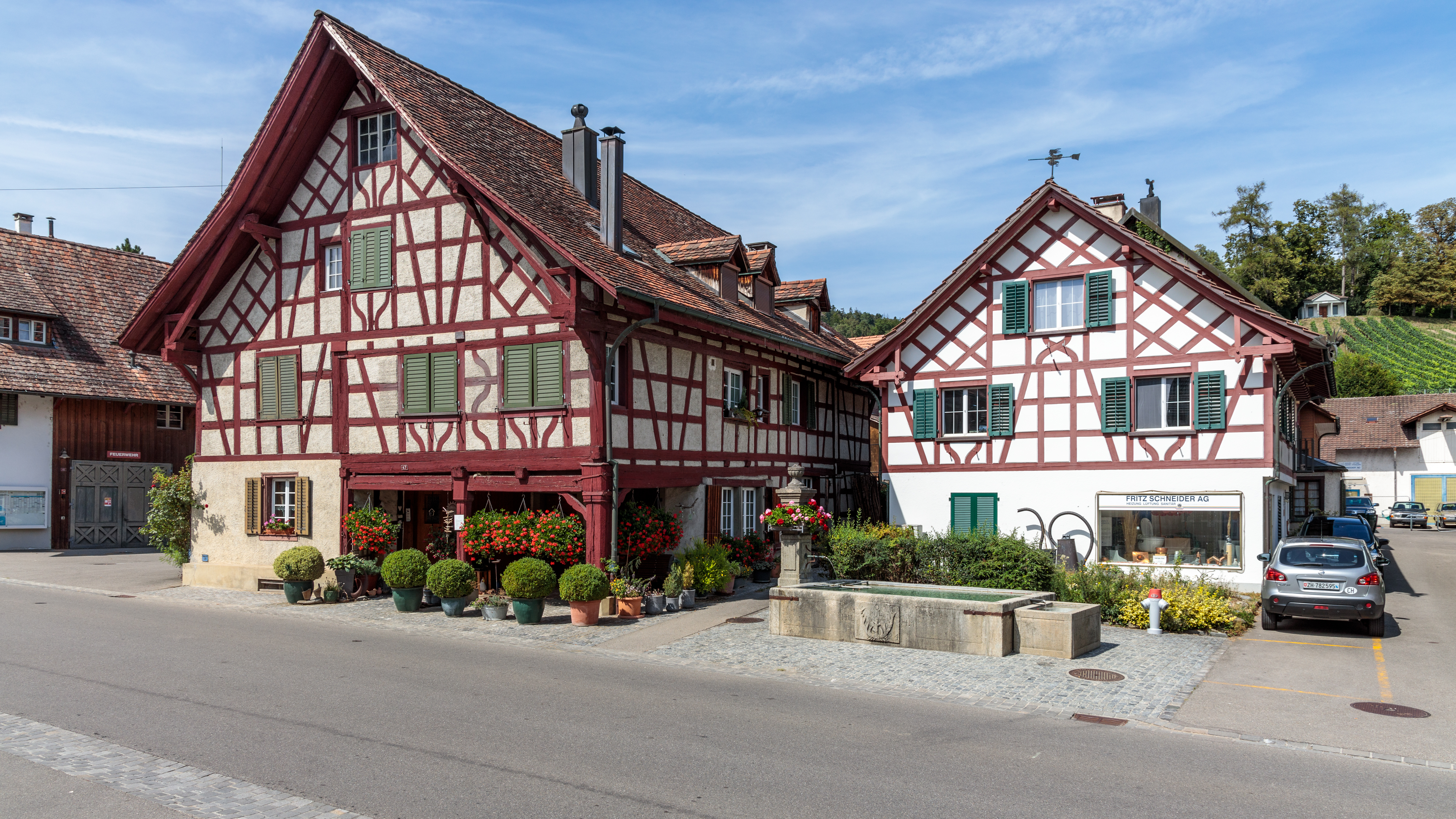
Oberstammheim
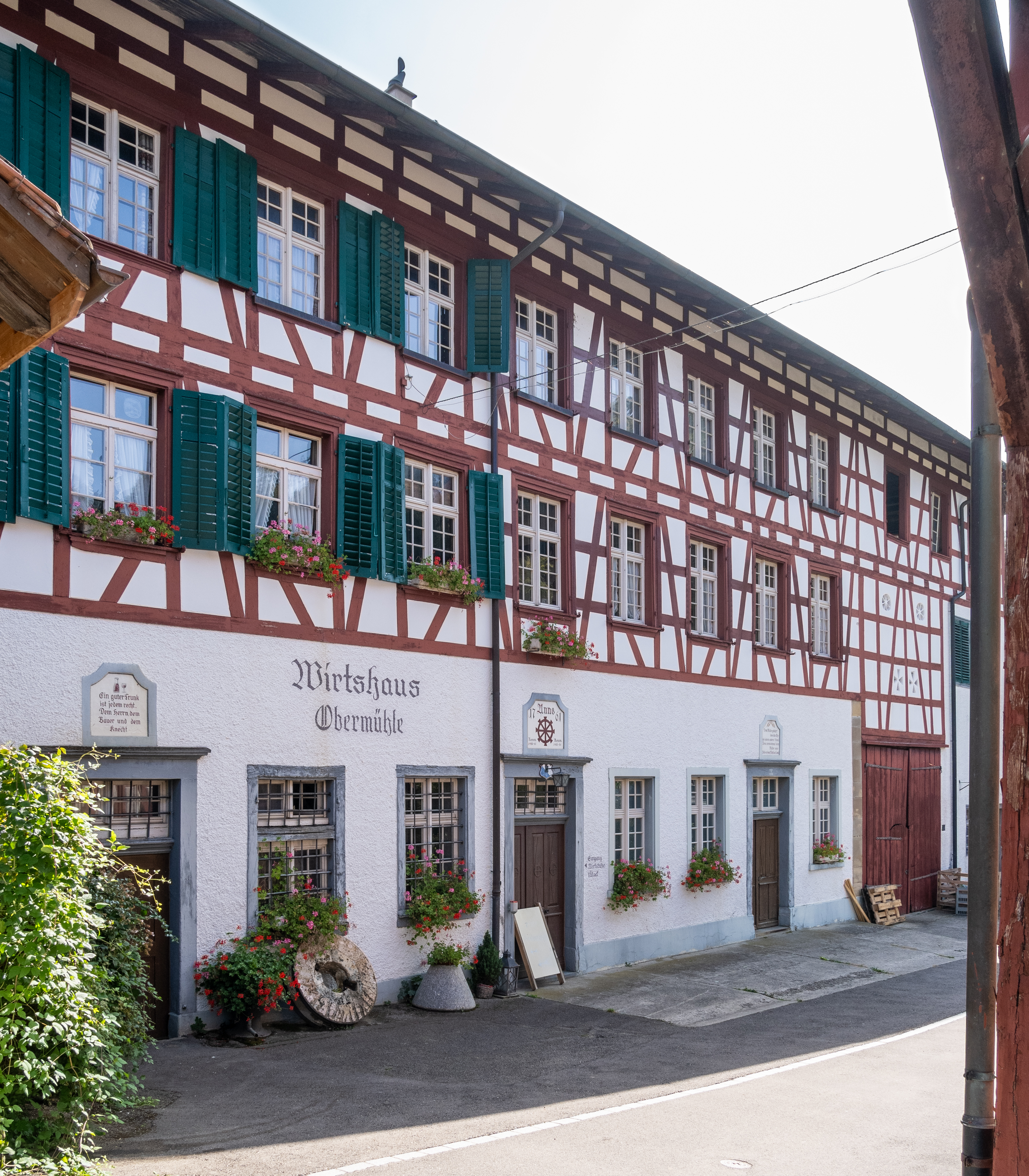
Flaach
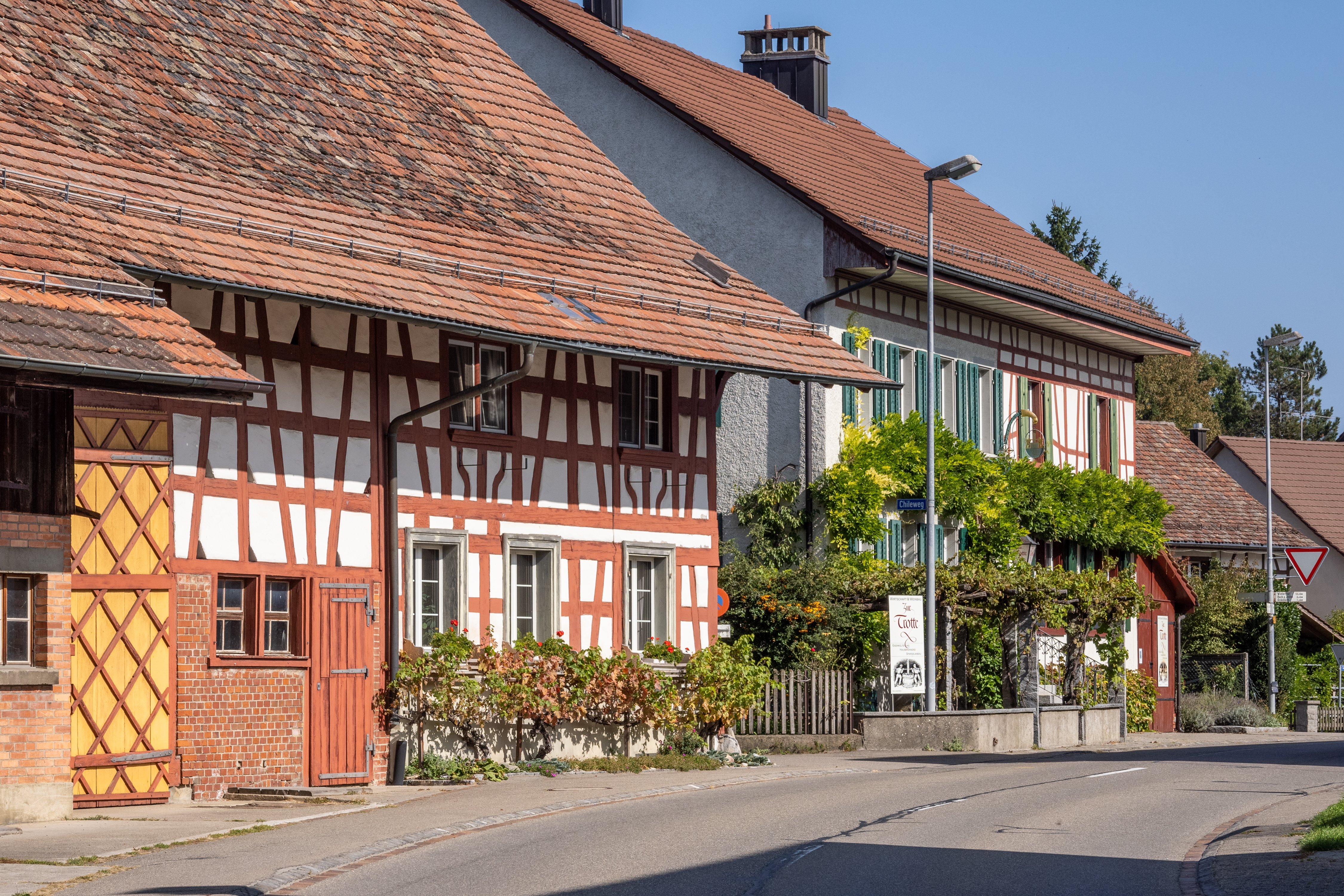
Berg am Irchel